# Lick it Up
Lick It Up er det 11. studiealbum af det amerikanske rockband Kiss. Før udgivelsen i 1983 optrådte bandmedlemmerne på MTV uden deres kendte makeup. Det var den første offentlige optræden uden makeup siden deres meget tidlige dage.